# Euxoa ochrogaster
Euxoa ochrogaster is een vlinder uit de familie uilen (Noctuidae). De wetenschappelijke naam is voor het eerst geldig gepubliceerd in 1852 door Guenee.
De soort komt voor in Europa.